# Föreningen för den beridna högvakten
Föreningen för den Beridna Högvakten är en ideell förening grundad 1985, ursprungligen för att bevara den beridna högvakten. Genom beslut 1987 tillkom Stiftelsen för den beridna högvakten, som äger och anskaffar hästar som används av Livgardet, Försvarsmakten. Föreningen hade 23 406 medlemmar vid utgången av år 2019.